# Jan II Kazimierz Waza
Jan II Kazimierz Waza (ur. 22 marca 1609 w Krakowie, zm. 16 grudnia 1672 w Nevers) – król Polski i wielki książę litewski w latach 1648–1668, tytularny król Szwecji do 1660 z dynastii Wazów, kardynał w latach 1646–1648. Syn króla Polski i Szwecji Zygmunta III Wazy i Konstancji Habsburżanki, arcyksiężniczki austriackiej. Przyrodni brat Władysława IV Wazy. Kawaler Orderu Złotego Runa. Abdykował w 1668 roku, przerywając ciągłość dynastyczną. Był ostatnim członkiem rodu Wazów na polskim tronie, po kądzieli spokrewnionym z Jagiellonami. W 1661 roku papież Aleksander VII przyznał jemu i jego następcom tytuł rex orthodoxus.

## Tytuł królewski
Ioannes Casimirus, Dei Gratia rex Poloniae, magnus dux Lithuaniae, Russie, Prussiae, Masoviae, Samogitiae, Livoniae, Smolenscie, Severiae, Czernichoviaeque; nec non Suecorum, Gothorum, Vandalorumque haereditarius rex, Rex Orthodoxus etc.
Tłumaczenie: Jan Kazimierz, z Bożej łaski król Polski, wielki książę litewski, ruski, pruski, mazowiecki, żmudzki, inflancki, smoleński, siewierski i czernihowski, a także dziedziczny król Szwedów, Gotów i Wendów, Król Prawowierny.

## Dzieciństwo i młodość

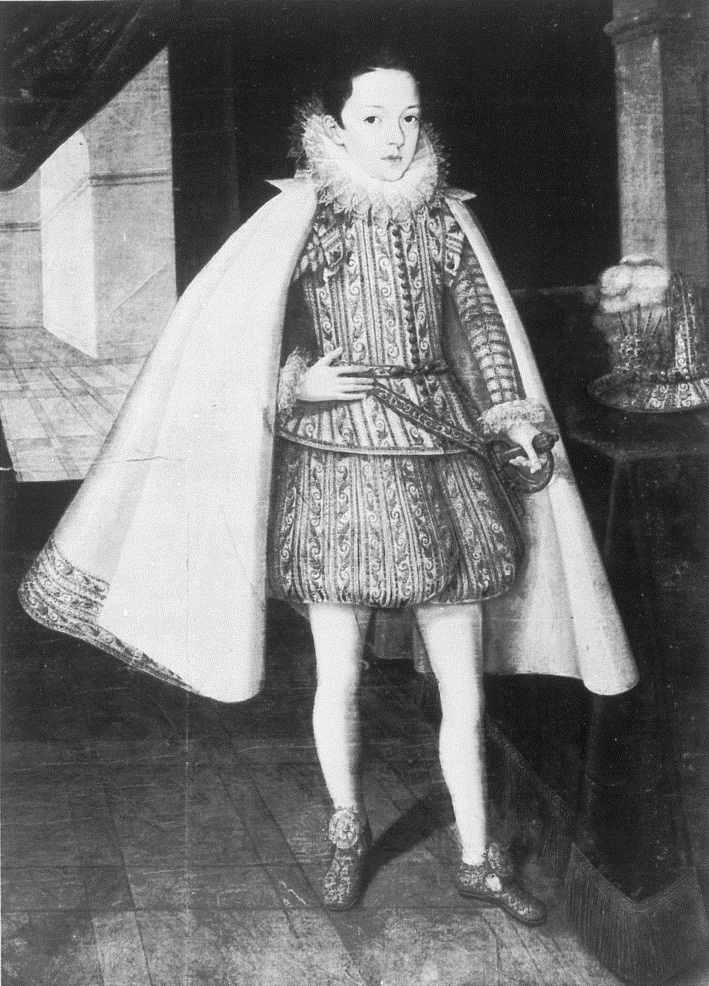
Portret królewicza Jana Kazimierza nieznanego artysty, ok. 1619 r.

Jan Kazimierz urodził się w niedzielę 22 marca 1609, był ostatnim urodzonym synem na Wawelu z żyjących synów Zygmunta III Wazy i jego drugiej żony, a ponadto był ostatnim z Wazów urodzonym na Wawelu, przed przeniesieniem siedziby królewskiej do Warszawy. Wychowywał się w skromnych warunkach na Zamku Królewskim pod opieką ochmistrzyni królowej, Urszuli Gienger (ok. 1570–1635), nazywanej Meierin. Lekcji udzielali mu jezuici, a nad całością czuwał sam król.
Gdy królewicz Władysław Zygmunt liczył na obiecany przez Rosjan carski tron, Jan Kazimierz był brany pod uwagę jako przyszły następca tronu. Mimo że Władysław nie został carem Rosji, królowa Konstancja zgłosiła kandydaturę Jana Kazimierza na następcę tronu na sejmie w 1626 roku, mimo że żył przecież jeszcze Zygmunt III. W 1626 roku w czasie sejmu toruńskiego zgłoszony został przez stronników matki i z jej inicjatywy jako kandydat na następcę tronu. Obóz ultrakatolicki w Rzeczypospolitej, przez który królewicz Kazimierz był uznawany za przywódcę, stracił swoje znaczenie po nagłej śmierci królowej w 1631, w związku z czym zostały przerwane nadzieje na wcześniejsze objęcie tronu przez Jana Kazimierza.
Młodość upłynęła przyszłemu królowi w znacznym stopniu na wyprawach wojennych. W 1629 ojciec zabrał go do Prus na wyprawę przeciwko Szwedom. W czasie elekcji brata był posłem do stanów Rzeczypospolitej, następnie brał udział w wojnie smoleńskiej oraz w konflikcie z Turcją. W drodze powrotnej miał dłuższy postój we Lwowie. Zaraził się tam ospą, która pozostawiła ślady na jego twarzy do końca życia.
25 czerwca 1635 w obliczu nowej wojny ze Szwecją podążył do Torunia. W Wiedniu, gdzie pojechał na ślub Marii Anny – córki cesarza z Maksymilianem I – elektorem bawarskim, jako reprezentant króla prowadził pertraktacje w sprawie pomocy Habsburgów w walce przeciwko Szwedom. Otrzymał pod swoje dowództwo regiment kirasjerów i polskich ochotników, z którymi wyruszył na front wojny trzydziestoletniej do Alzacji. Powrócił do kraju po zawarciu przez Władysława IV rozejmu w Sztumskiej Wsi 12 września 1635.

### Wicekról Portugaliii aresztowanie przez kardynała Richelieu
Mimo cesarskich obietnic, nie otrzymał księstwa lennego, a gdy sejm nie przyznał mu księstwa Kurlandii, przyjął propozycję godności wicekróla Portugalii. Udał się do Hiszpanii, gdzie miał otrzymać coroczną pensję i zawrzeć małżeństwo. Podróżował drogą morską. Statek, którym płynął, z powodu sztormu musiał dobić do francuskiego wybrzeża, gdzie Jan Kazimierz został aresztowany z rozkazu kardynała Richelieu i oskarżony o szpiegostwo na rzecz hiszpańskich Habsburgów, którzy prowadzili wówczas wojnę z Francją. Był więźniem od 10 maja 1638 do lutego 1640. Do wiosny 1639 r. więziony był w twierdzy Sisteron u stóp Alp, a następnie przewieziono go do zamku w podparyskim Vincennes. Został uwolniony po interwencji poselstwa Rzeczypospolitej, które przybyło do Paryża pod kierownictwem wojewody smoleńskiego Krzysztofa Korwina Gosiewskiego, oraz w związku z zawarciem polsko-hiszpańskiego antyfrancuskiego sojuszu militarnego.

### Nominacja kardynalska
W 1643, wbrew woli królewskiej, wyjechał do Włoch i wstąpił do zakonu jezuitów w Loreto, który opuścił jednak już po dwóch latach nowicjatu. Mimo braku święceń kapłańskich, na konsystorzu 28 maja 1646 papież Innocenty X wyniósł go do godności kardynalskiej z tytułem kardynała diakona, bez przyznania kościoła tytularnego. Domagał się potem prawa używania tytułu książęcego i korony w herbie (nie wystarczał mu sam tytuł eminencja i uporczywie kazał się zwracać do siebie Wasza Najjaśniejsza Wysokość), a zakazywały tego kardynałom papieskie dekrety, czym wywołał zgorszenie współczesnych, i w związku z czym zwano go niedonoszonym kardynałem. W końcu ogłosił się stronnikiem Francji i kardynała Mazariniego, po czym w świeckim stroju ze szpadą u boku przyjechał do Polski.
W 1647, po śmierci 7-letniego królewicza Zygmunta, jedynego syna Władysława IV, Jan Kazimierz stał się tytularnym spadkobiercą tronu szwedzkiego i przypuszczalnym następcą brata na tronie Rzeczypospolitej. Wówczas złożył na ręce papieża Innocentego X godność kardynalską.

## Elekcja

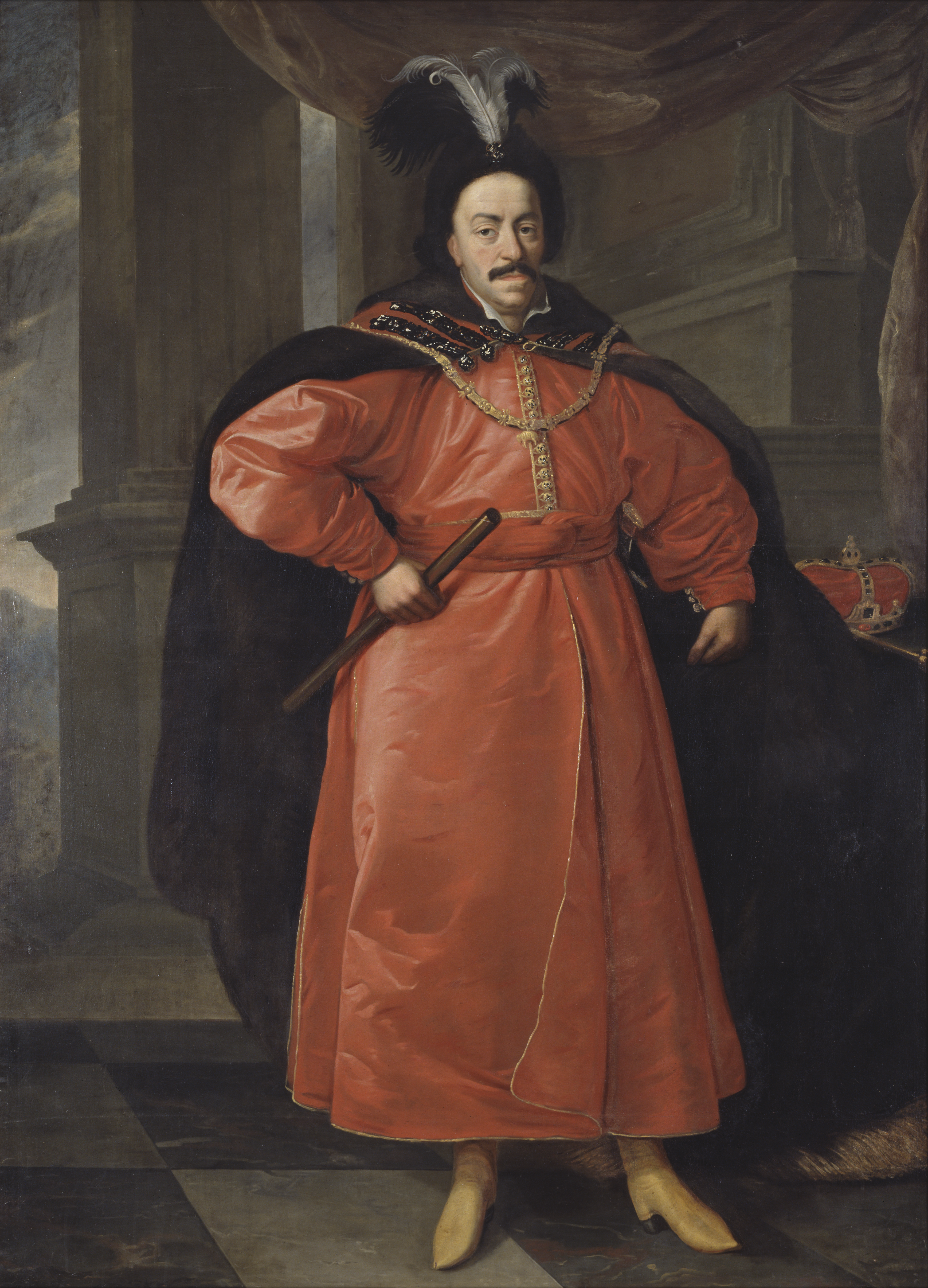
Jan II Kazimierz w polskim stroju, portret autorstwa Daniela Schultza, 1649 r.

Po śmierci brata, Władysława IV Wazy, Jan II Kazimierz Waza został obrany władcą Rzeczypospolitej 20 listopada 1648, po trwającej sześć miesięcy wolnej elekcji. Uzyskał 4352 głosy elektorskie szlachty.
17 stycznia 1649 w katedrze wawelskiej arcybiskup gnieźnieński i prymas Polski Maciej Łubieński koronował Jana Kazimierza na króla Polski. W maju władca poślubił wdowę po swym bracie, księżniczkę francuską Ludwikę Marię Gonzagę.

## Panowanie

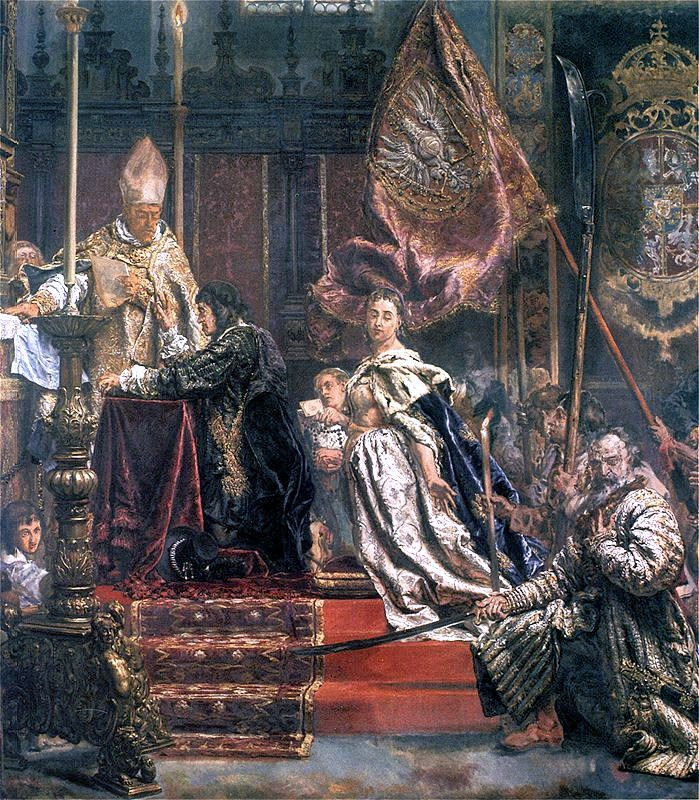
Śluby lwowskie Jana Kazimierza z 1656, obraz Jana Matejki

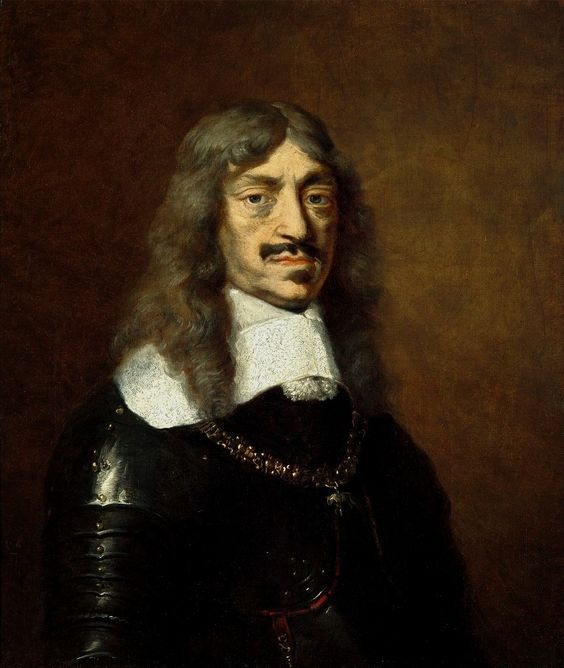
Jan II Kazimierz, portret autorstwa Daniela Schultza, 1658

W okresie swego panowania Jan II Kazimierz Waza musiał się zmagać z trzema groźnymi wrogami. W latach 1648–1649 i 1651–1654 trwała wojna domowa w południowo-wschodniej części Rzeczypospolitej, zwana powstaniem Chmielnickiego, w którym prawosławne kozactwo i ruscy chłopi wystąpili przeciwko panowaniu polskiej szlachty katolickiej i walczyli z wojskami koronnymi. Powstanie to, wsparte w 1654 przez Rosję, doprowadziło do wybuchu wojny polsko-rosyjskiej w latach 1654–1667, przerwanej w latach 1656–1660 wybuchem wojny polsko-szwedzkiej (1655–1660, nazwanej „potopem szwedzkim” związanej z II wojną północną, gdyż prawie cała Rzeczpospolita została wówczas opanowana przez wojska szwedzkie).
W 1648, Jan Kazimierz, pozostając pod wpływem kanclerza wielkiego koronnego Jerzego Ossolińskiego był początkowo zwolennikiem porozumienia z Bohdanem Chmielnickim. Jednak już w 1649, pozbawiony złudzeń, wyruszył w pole na czele wojsk Rzeczypospolitej.
W lecie 1649, idąc z odsieczą obleganemu Zbarażowi, stoczył bitwę pod Zborowem, zakończoną podpisaniem ugody zborowskiej i przeciągnięciem na stronę polską chana krymskiego Islama III Gireja.
W 1651 król dzięki swoim zdolnościom strategicznym odniósł świetne zwycięstwo nad połączonymi wojskami kozacko-tatarskimi w bitwie pod Beresteczkiem i zmusił Kozaków do podpisania mniej korzystnej dla nich ugody w Białej Cerkwi. Mimo to powstania kozackie tliły się nadal i nie było spokojnie na południowo-wschodnich kresach Rzeczypospolitej. W styczniu 1654 Bohdan Chmielnicki, uwikłany w wojnę z Siedmiogrodem oraz dalsze walki z wojskami polskimi, i w sytuacji, gdy sprzymierzeni Tatarzy plądrowali Naddnieprze i Podole, zawarł z Rosją ugodę w Perejasławiu, na mocy której Ukraina Naddnieprzańska została podporządkowana Carstwu Rosyjskiemu.
Ugoda z Bohdanem Chmielnickim była równoznaczna z zerwaniem przez Rosję pokoju w Polanowie, choć nie dotyczyła ona województw podolskiego, wołyńskiego i ruskiego, które nadal pozostawały przy Koronie. W maju z pomocą Chmielnickiemu ruszyły na Naddnieprzańską Ukrainę wojska rosyjskie, wpierw uderzając na Księstwo Litewskie. Rozpoczęła się wojna polsko-rosyjska (1654–1667). Armię rosyjską prowadził sam car Aleksy I Romanow, docierając w ciągu lata do Berezyny i Dźwiny oraz zajmując Połock, Smoleńsk, Witebsk i Mohylew. Ofensywę rosyjską wstrzymała dopiero wielka epidemia grypy, która nawiedziła całe państwo moskiewskie.
Hetman wielki litewski Janusz Radziwiłł za swe klęski oskarżał Koronę. Miał pretensje do króla Jana II Kazimierza Wazy, chciał dla Litwy neutralności w wojnie Moskwy przeciwko Rzeczypospolitej. W nowej sytuacji doszło do przymierza polsko-tatarskiego. 29 stycznia 1655 rozegrała się bitwa pod Ochmatowem pomiędzy armią polsko-tatarską hetmana wielkiego koronnego Stanisława Rewery Potockiego, a siłami kozacko-rosyjskimi, które wycofały się z pola walki, pozostawiając swe tabory. Tatarzy splądrowali wtedy oraz spalili dziesiątki miast i wsi, biorąc w jasyr dziesiątki tysięcy ludzi. Wiosną 1655 car wznowił działania wojenne, zdobył litewską stolicę Wilno i po jej bezwzględnej pacyfikacji, ogłosił się dodatkowo wielkim księciem Litwy, Wołynia i Podola. Jednakże zaraz potem, wobec wystąpienia Szwecji przeciwko Rzeczypospolitej, wojna zakończona została rozejmem w Niemieży.
Najazd Szwedów na Rzeczpospolitą w 1655 roku nie spotkał się początkowo z większym oporem i wojska szwedzkie zajęły w krótkim czasie prawie całe terytorium Korony i część Litwy. Prawie wszystkie województwa koronne porzuciły Jana Kazimierza i przeszły na stronę króla Szwecji Karola X Gustawa. Król Jan Kazimierz musiał ze swoim dworem opuścić granice Rzeczypospolitej i udał się do zamku w Głogówku koło Prudnika w księstwie opolsko-raciborskim, gdzie przebywał na wygnaniu przez dwa miesiące od października 1655 roku. Księstwo opolsko-raciborskie stanowiło uposażenie królowej Marii, a ówczesny właściciel zamku Franciszek Euzebiusz Oppersdorff, mógł odwdzięczyć się parze królewskiej za to, że kilka lat wcześniej w czasie wojny trzydziestoletniej mógł schronić się najpierw na Wawelu, a później w królewskim zamku w Niepołomicach. Żona Oppersdorfa, Anna Zuzanna de Bess, była wcześniej dwórką królowej Marii. Na zamku organizowano sojusze międzynarodowe przeciwko Szwedom i spotkania z wojskowymi stojącymi po stronie króla. Król w dniu 20 listopada wydał uniwersał opolski do narodu, wzywając w nim wszystkie stany do zbrojnego powstania przeciwko Szwedom.
Zwrot w działaniach militarnych nastąpił po obronie Jasnej Góry i zawiązaniu przy królu konfederacji tyszowieckiej. Król, pragnąc podziękować za szczęśliwy obrót spraw złożył śluby lwowskie 1 kwietnia 1656. W dniach od 30 maja do 1 lipca 1656 król wziął udział w oblężeniu Warszawy, dowodził wojskami polskimi w bitwie pod Warszawą (28–30 lipca). W dniach od 24 czerwca do 23 sierpnia 1657 uczestniczył w oblężeniu Krakowa, a od 26 września do 23 grudnia dowodził oblężeniem Torunia. W 1657 zbliżył się do Francji, mając nadzieję na jej mediację w konflikcie polsko-szwedzkim. Na sejmie 1658 poparł uchwałę, mocą której z Rzeczypospolitej zostali wygnani arianie.

Iż luboście dla jawnej z nieprzyjacielem naszym korrespondencyjej i zdradziectwa tych Żydów, którzy nieprzyjacielowi za sołdatów przeciwko nam służyli i służą i na wszystko złe onego nawodzą, zasłużyli to byli, aby imię wasze z Korony Polskiej, od której żeście tak wielkie zawsze dobrodziejstwa mieli, wykorzenione było. Którego rozkazania naszego i postanowienia wiernych rad naszych jeślibyście nie usłuchali, bądźcie tego pewni, że was ostali z Polski, dobra wszystkie wasze konfiskowawszy, wypędzić rozkażemy i tym, którzy się za granicę wyprowadzili, więcej do Korony powracać się nie dopuścimy i żaden Żyd już na wieki w państwach naszych nie będzie mógł mieszkać ani bywać uniwersał króla Jana II Kazimierza Wazy do Żydów koronnych z wiosny 1657 roku.

Ostatecznie jednak Szwedzi wyparci zostali z Rzeczypospolitej do maja 1660, a wojna zakończyła się zawarciem pokoju w Oliwie.
Niedługo potem Jan Kazimierz rozpoczął starania o przeprowadzenie elekcji vivente rege księcia d’Enghien (księcia francuskiego), Henryka Juliusza Burbon-Condé. W 1661 porzucił jednak ten projekt, wobec stanowczego oporu sejmików ziemskich. Podczas sejmu w 1661 roku Jan Kazimierz w czasie przemówienia argumentował sens przeprowadzenia elekcji vivente rege i trafnie wtedy przepowiedział rozbiory Polski (tzw. przepowiednia Jana Kazimierza). Mówił bowiem:

Moskwa i Ruś odwołają się do ludów jednego z nimi języka i Litwę dla siebie przeznaczą; granice Wielkopolski staną otworem dla Brandenburczyka, a przypuszczać należy, iż [ten] o całe Prusy certować [starać się] zechce, wreszcie Dom Austriacki spoglądający łakomie na Kraków nie opuści dogodnej dla siebie sposobności i przy powszechnym rozrywaniu państwa nie wstrzyma się od zaboru.

Powtórzył podobne słowa w czasie sejmu abdykacyjnego.
Na Ukrainie Naddnieprzańskiej, po śmierci Chmielnickiego w 1657 roku, zawarta została przez hetmana Iwana Wyhowskiego i starszyznę kozacką Unia Hadziacka 1658, która stanowiła Księstwo Ruskie jako trzeci człon w ramach Rzeczypospolitej i dawała prawosławiu równe prawa z Kościołem rzymskokatolickim. Zaprzysiężona przez króla i zatwierdzona przez sejm w 1659 roku. Nie została jednak zrealizowana wobec inspirowanego przez Moskwę powstania kozackiego, obalenia Iwana Wyhowskiego i wznowienia wojny rosyjsko-polskiej w 1660 roku. Zaprawione w bojach ze Szwedami wojska Stefana Czarnieckiego i hetmana polnego koronnego Jerzego Sebastiana Lubomirskiego wspierane przez ordę tatarską Mehmeda Gireja wyparły Rosjan z terenów Rzeczypospolitej do linii Dniepru. Potem wojna prowadzona była ze zmiennym szczęściem, w latach 1663–1664 Jan II Kazimierz Waza zorganizował nawet nową wyprawę moskiewską (wyprawa zadnieprzańska), jednakże nie przyniosła ona rezultatów.
Równocześnie w kraju rozgorzały spory, a od 1663 roku gorąca wojna domowa o elekcję po Janie II Kazimierzu Wazie, który zapowiedział swą abdykację. Bardzo czynne było stronnictwo francuskie królowej Ludwiki Marii Gonzagi finansowane przez króla Francji Ludwika XIV i preferujące francuskiego kandydata na tron polski. Nieopłacane wojska zawiązały konfederację wojskową, popieraną przez hetmana Lubomirskiego. W 1664 Jan Kazimierz oskarżył Lubomirskiego o zdradę przed sądem sejmowym. Po wyroku skazującym go na banicję Lubomirski rozpoczął rokosz Lubomirskiego. Król wyruszył na czele wiernych mu oddziałów przeciwko banicie. Wojna domowa trwała kilka lat i zakończyła się ugodą w Łęgonicach 31 lipca 1666, po przegranej przez wojska królewskie krwawej bitwie pod Mątwami w 1666.
Władca zmuszony został wyrzeczenia się swoich planów elekcji vivente rege.

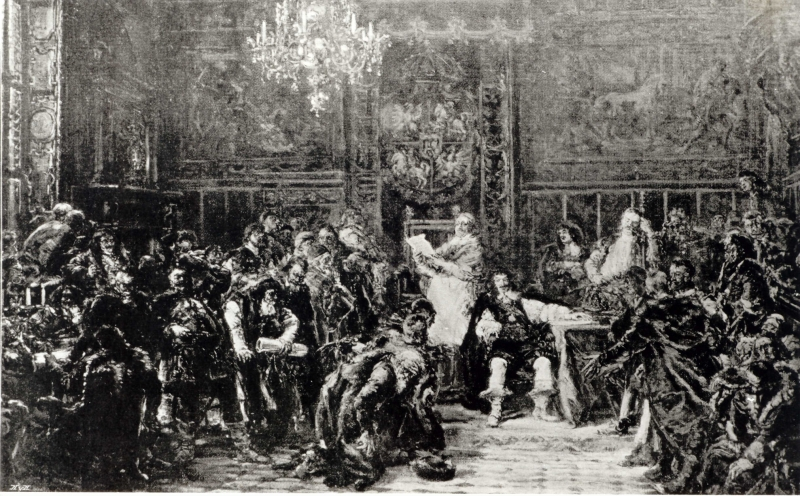
Abdykacja Jana Kazimierza Jana Matejki

W 1666 zdetronizowany też został przez Stambuł przyjazny Polsce chan krymski Mehmed Girej. Cesarstwo osmańskie szykowało się do zajęcia w swe lenno ziem ukrainnych, na których do władzy doszedł sprzymierzony z Wysoką Portą hetman Piotr Doroszenko. Sojusze się więc znów odwróciły. Kozacy sprzymierzeni ponownie z Tatarami rozbili wojska koronne, którymi po śmierci hetmana polnego koronnego Stefana Czarnieckiego dowodził regimentarz Sebastian Machowski. W sytuacji nowego zagrożenia został zawarty z Rosją w 1667 rozejm w Andruszowie. Kończył on 13-letnią wojnę polsko-rosyjską. Na jego mocy Rzeczpospolita straciła „czasowo” Smoleńsk i Zadnieprzańską Ukrainę z Kijowem. Postanowienia rozejmu andruszowskiego zostały potwierdzone w 1686 traktatem pokojowym (traktat Grzymułtowskiego) pomiędzy Rzecząpospolitą a Carstwem Rosyjskim. Jego postanowienia dotyczące podziału Ukrainy przetrwały do II rozbioru Polski w 1793.
Po rozejmie andruszowskim Doroszenko poddał się sułtanowi, który wysłał przeciw Polsce Tatarów krymskich. Wojskami koronnymi dowodził pułkownik Jan Sobieski. Rozproszył on swe szczupłe oddziały i nękał czambuły tatarskie, sam z częścią wojska zamknął się w naturalnej twierdzy Podhajce, jaką Tatarzy oblegli, ponosząc duże straty w szturmach. Nieposłuszne Doroszence oddziały kozackie wtargnęły wtedy na Krym, co stało się przyczyną zawarcia przez Turków pokoju z Polakami.

## Po abdykacji

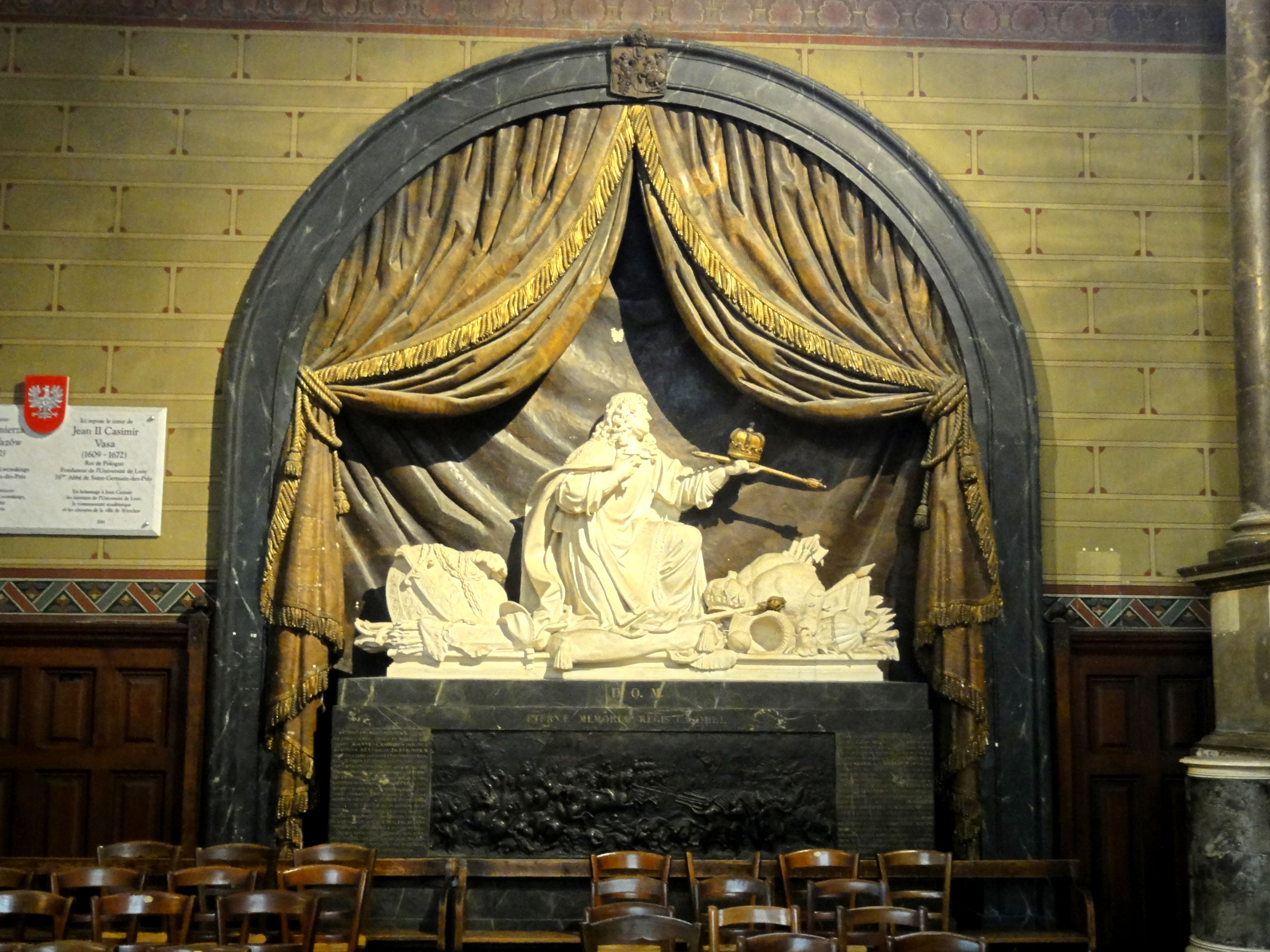
Nagrobek króla w paryskim kościele Saint-Germain-des-Prés

Jan II Kazimierz Waza zrzekł się korony 16 września 1668, a 30 kwietnia 1669 wyjechał do Francji, gdzie uzyskał niezwykle dochodowe opactwo Saint-Germain-des-Prés, którego został 76. opatem. Zmarł cztery lata po abdykacji – 16 grudnia 1672. Podobno przyczyną zgonu był atak apopleksji, jakiego doznał po otrzymaniu wiadomości o upadku Kamieńca Podolskiego. 31 stycznia 1676 został pochowany w katedrze wawelskiej. Jego serce znajduje się w kościele Saint-Germain-des-Prés w Paryżu, gdzie również znajduje się okazały grobowiec króla Jana Kazimierza, arcydzieło braci Gasparda II i Balthasara Marsy (1675)

## Próba oceny

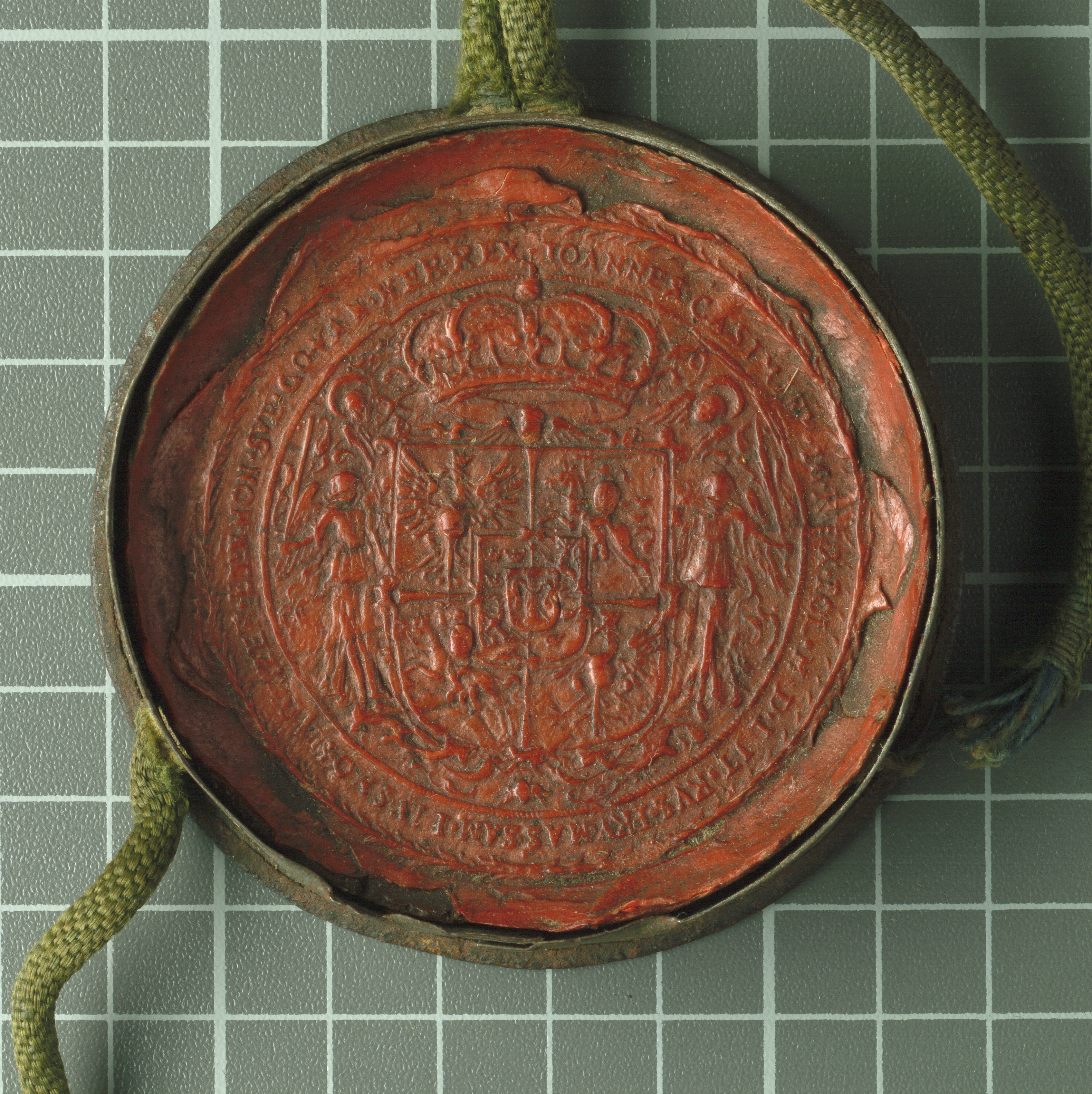
Pieczęć Jana Kazimierza.

Współcześni oceniali go bardzo surowo. Od liter jego monogramu “Ioannes Casimirus Rex” mówiono o nim “Initium Calamitatis Regni” – Początek Nieszczęść Królestwa.
Po 80 latach panowania Wazów Rzeczpospolita znajdowała się w opłakanym stanie. Wojny z Kozakami i Tatarami na Ukrainie oraz późniejsze wojny z Rosją i Szwecją, które objęły prawie cały kraj, bardzo poważnie zrujnowały gospodarkę. Ludność zmniejszyła się o ok. 30% i wynosiła 6–7 mln, większość gruntów leżała odłogiem, tak znacznie zmniejszyła się produkcja zbóż, że mimo kilkakrotnie mniejszego ich eksportu, niż na początku XVII w. bywały lata głodu, gdy nie starczało zboża na potrzeby własne ludności.
Król próbował przeprowadzić reformę państwa poprzez forsowanie na sejmie w 1661 r. postulatu zreformowania liberum veto, sposobu obradowania sejmu, ograniczenia uprawnień hetmanów oraz przeprowadzenia elekcji vivente rege, jednak poniósł porażkę w efekcie przegranej wojny domowej ze stronnikami Jerzego Lubomirskiego.
Nie sposób natomiast królowi odmówić pewnych talentów militarnych. Był też człowiekiem odważnym, nie oszczędzał się w czasie kampanii wojennych i był odporny na trudy wojaczki.
Po abdykacji Jana II Kazimierza Wazy sejm elekcyjny 19 czerwca 1669 wybrał na króla Polski Michała Korybuta Wiśniowieckiego, który panował do 1673.

## Genealogia
| Prapradziadkowie                               | Erik Johansson Vasa (1470-1520) ∞1495 Cecilia Månsdotter Eka (1476 – 1523)         | Erik Abrahamsson Leijonhufvud (-1520) ∞1512 Ebba Eriksdotter Vasa (-1549)          | król Polski Kazimierz IV Jagiellończyk (1427–1492) ∞1454 Elżbieta Habsburżanka (1436–1505) | książę Mediolanu Gian Galeazzo Sforza (1469–1494) ∞1488 Izabela Aragońska (1470–1524) | król Kastylii i Leónu Filip I Habsburg (1478–1506) ∞1496 Joanna I Kastylijska (1479–1555)                                     | król Czech, król Węgier Władysław II Jagiellończyk (1456–1516) ∞1502 Anna de Foix-Candale (1484–1506)                         | książę Bawarii Wilhelm IV Wittelsbach (1493–1550) ∞1522 Maria Badeńska (1507–1580)                                            | cesarz rzymski (to samo co pradziadkowie) Ferdynand I Habsburg (1503–1564) ∞1521 Anna Jagiellonka (1503–1547)                 |
| Pradziadkowie                                  | król Szwecji Gustaw I Waza (1496–1560) ∞1536 Małgorzata Leijonhufvud (1516–1551)   | król Szwecji Gustaw I Waza (1496–1560) ∞1536 Małgorzata Leijonhufvud (1516–1551)   | król Polski Zygmunt I Stary (1467–1548) ∞1518 Bona Sforza (1494–1557)                      | król Polski Zygmunt I Stary (1467–1548) ∞1518 Bona Sforza (1494–1557)                 | cesarz rzymski (to samo co prapradziadkowie) Ferdynand I Habsburg (1503–1564) ∞1521 Anna Jagiellonka (1503–1547)              | cesarz rzymski (to samo co prapradziadkowie) Ferdynand I Habsburg (1503–1564) ∞1521 Anna Jagiellonka (1503–1547)              | książę Bawarii Albrecht V Wittelsbach (1528–1579) ∞1546 Anna Habsburżanka (1528–1590)                                         | książę Bawarii Albrecht V Wittelsbach (1528–1579) ∞1546 Anna Habsburżanka (1528–1590)                                         |
| Dziadkowie                                     | król Szwecji Jan III Waza (1537–1592) ∞1562 Katarzyna Jagiellonka (1526–1583)      | król Szwecji Jan III Waza (1537–1592) ∞1562 Katarzyna Jagiellonka (1526–1583)      | król Szwecji Jan III Waza (1537–1592) ∞1562 Katarzyna Jagiellonka (1526–1583)              | król Szwecji Jan III Waza (1537–1592) ∞1562 Katarzyna Jagiellonka (1526–1583)         | arcyksiążę austriacki (ożenił się ze swoją siostrzenicą) Karol Styryjski (1540–1590) ∞1571 Maria Anna Wittelsbach (1551–1608) | arcyksiążę austriacki (ożenił się ze swoją siostrzenicą) Karol Styryjski (1540–1590) ∞1571 Maria Anna Wittelsbach (1551–1608) | arcyksiążę austriacki (ożenił się ze swoją siostrzenicą) Karol Styryjski (1540–1590) ∞1571 Maria Anna Wittelsbach (1551–1608) | arcyksiążę austriacki (ożenił się ze swoją siostrzenicą) Karol Styryjski (1540–1590) ∞1571 Maria Anna Wittelsbach (1551–1608) |
| Rodzice                                        | król Polski Zygmunt III Waza (1566–1632) ∞1605 Konstancja Habsburżanka (1588–1631) | król Polski Zygmunt III Waza (1566–1632) ∞1605 Konstancja Habsburżanka (1588–1631) | król Polski Zygmunt III Waza (1566–1632) ∞1605 Konstancja Habsburżanka (1588–1631)         | król Polski Zygmunt III Waza (1566–1632) ∞1605 Konstancja Habsburżanka (1588–1631)    | król Polski Zygmunt III Waza (1566–1632) ∞1605 Konstancja Habsburżanka (1588–1631)                                            | król Polski Zygmunt III Waza (1566–1632) ∞1605 Konstancja Habsburżanka (1588–1631)                                            | król Polski Zygmunt III Waza (1566–1632) ∞1605 Konstancja Habsburżanka (1588–1631)                                            | król Polski Zygmunt III Waza (1566–1632) ∞1605 Konstancja Habsburżanka (1588–1631)                                            |
| Jan II Kazimierz Waza (1609–1672), król Polski |                                                                                    |                                                                                    |                                                                                            |                                                                                       | | | | |

## Obecność w kulturze
- W 1886 roku Jana Kazimierza w swojej powieści historycznej Boży gniew opisał polski autor Józef Ignacy Kraszewski[16] .
- Henryk Sienkiewicz – „Potop”
- 25 września 1999 Poczta Polska wprowadziła do obiegu znaczek o wartości 70 gr. (numer katalogowy 3642) z podobizną króla Jana II Kazimierza[17].

## Galeria

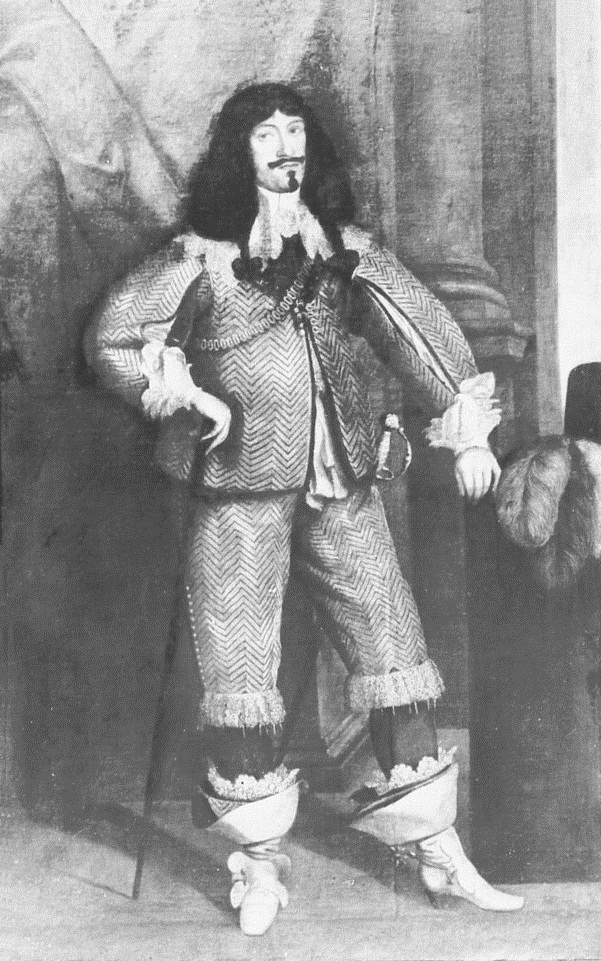
Portret królewicza Jana Kazimierza nieznanego polskiego malarza, ok. 1630 r.
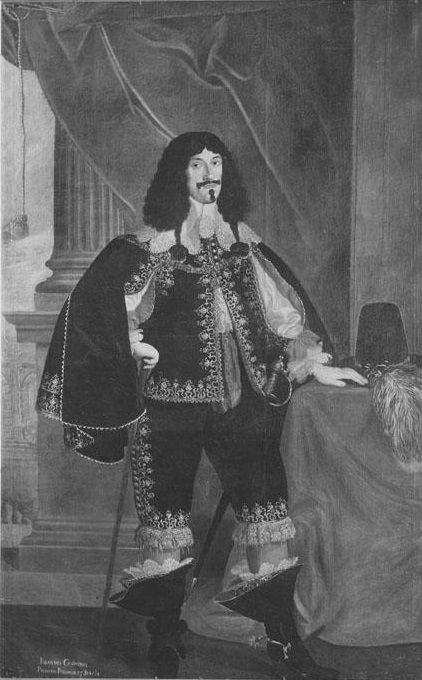
Portret królewicza Jana Kazimierza nieznanego autora, ok. 1630.
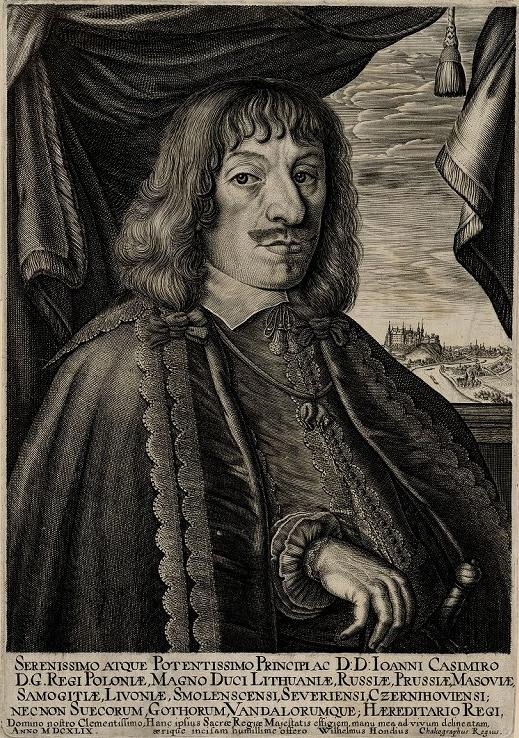
Portret króla Jana Kazimierza, w tle widok na zamek królewski na Wawelu, autor Willem Hondius, 1649 r.
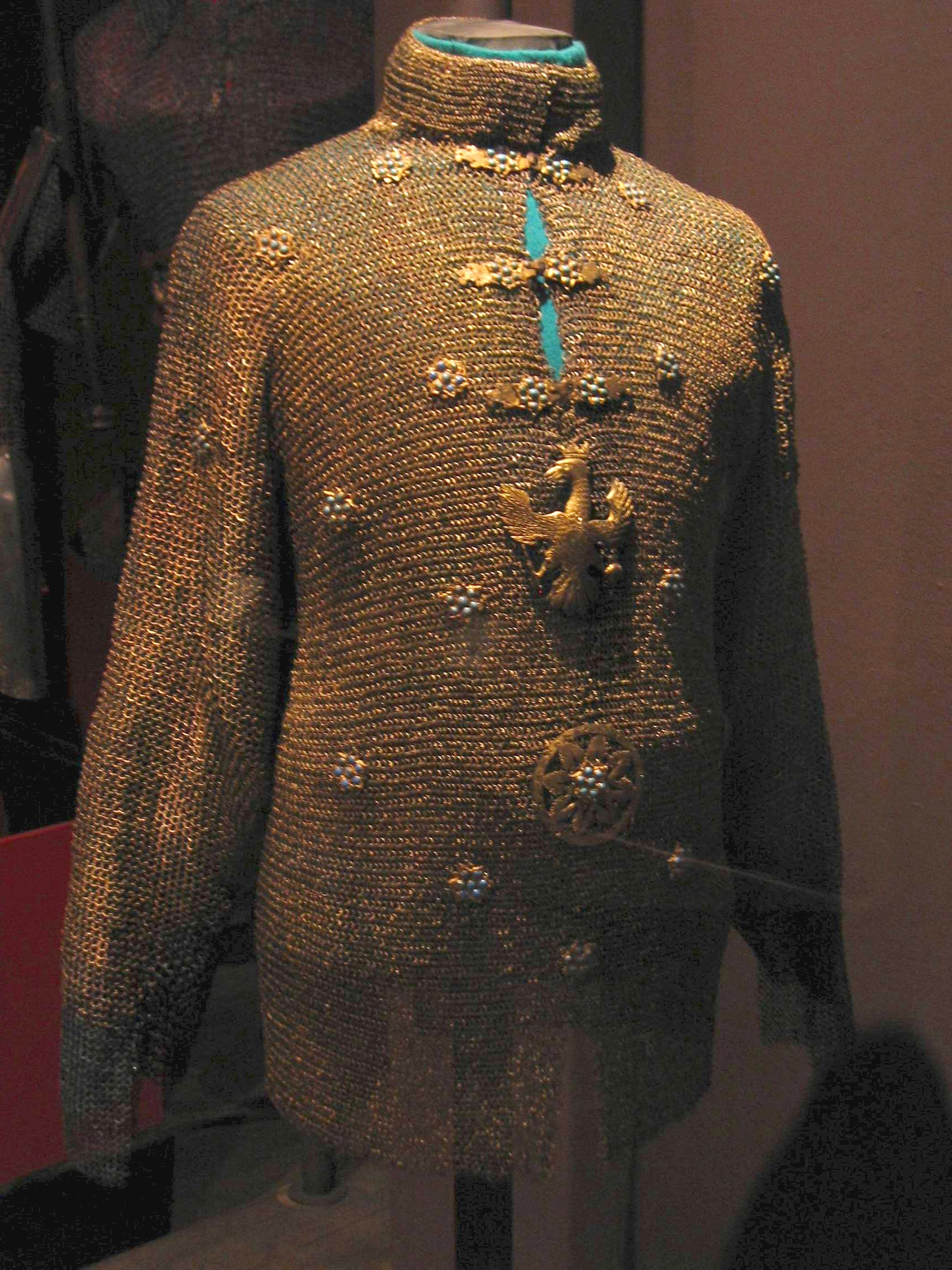
Siedmiogrodzka kolczuga paradna Jana Kazimierza, połowa XVII w.
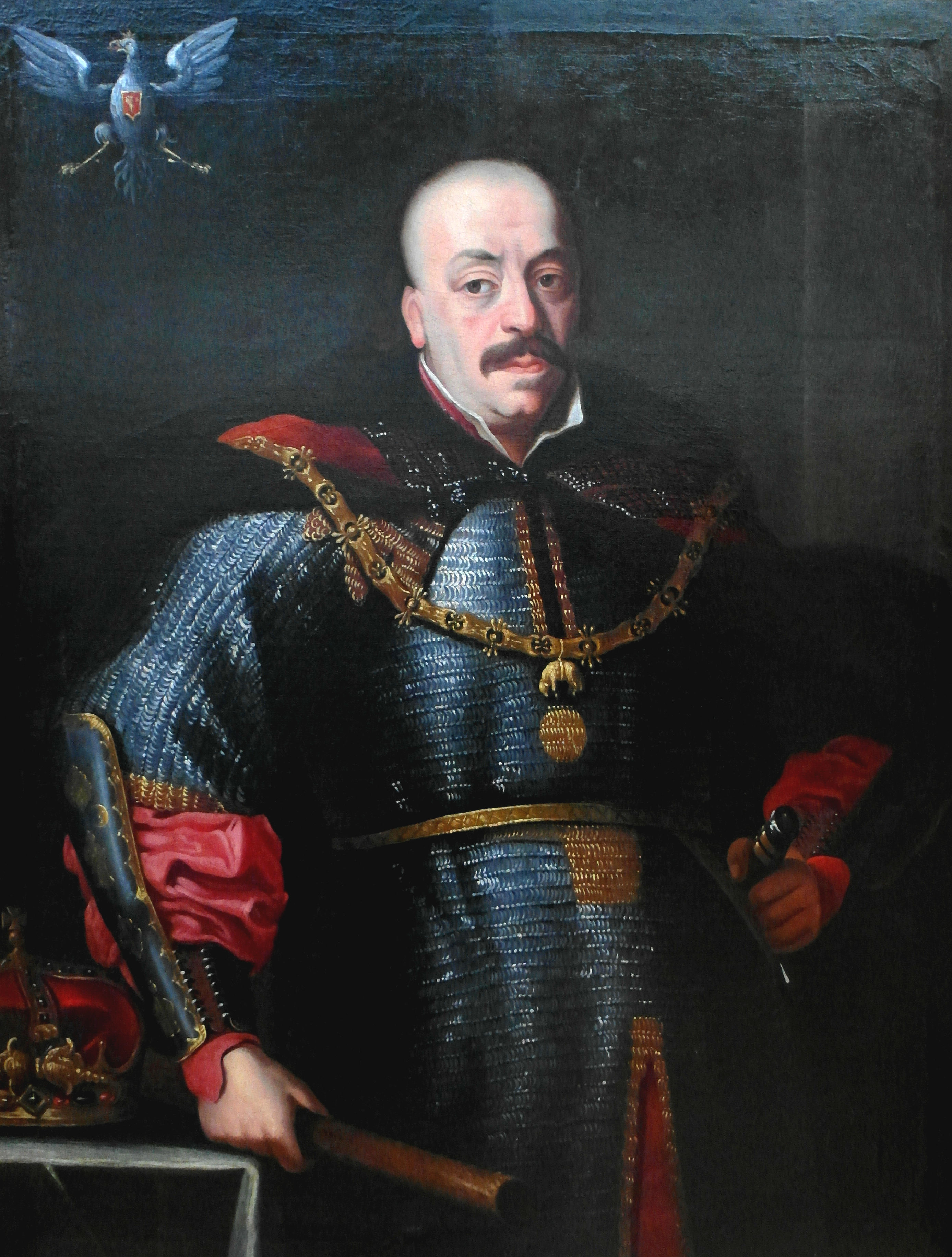
Portret króla Jana II Kazimierza w kolczudze, nieznany malarz czynny w Polsce w drugiej połowie XVII wieku
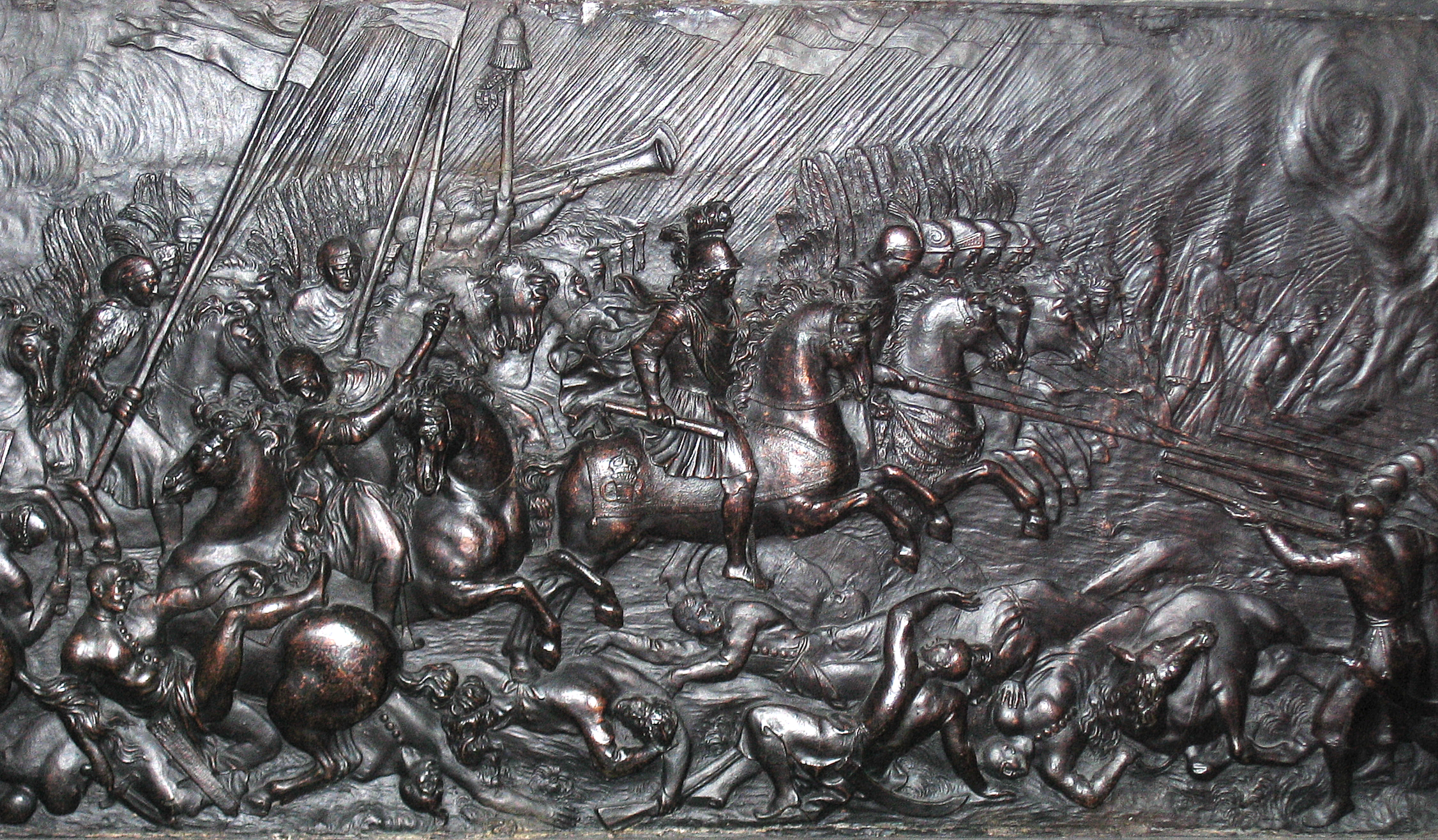
Bitwa pod Beresteczkiem w 1651 r., płaskorzeźba z nagrobka serca Jana II Kazimierza w kościele Saint-Germain-des-Prés w Paryżu
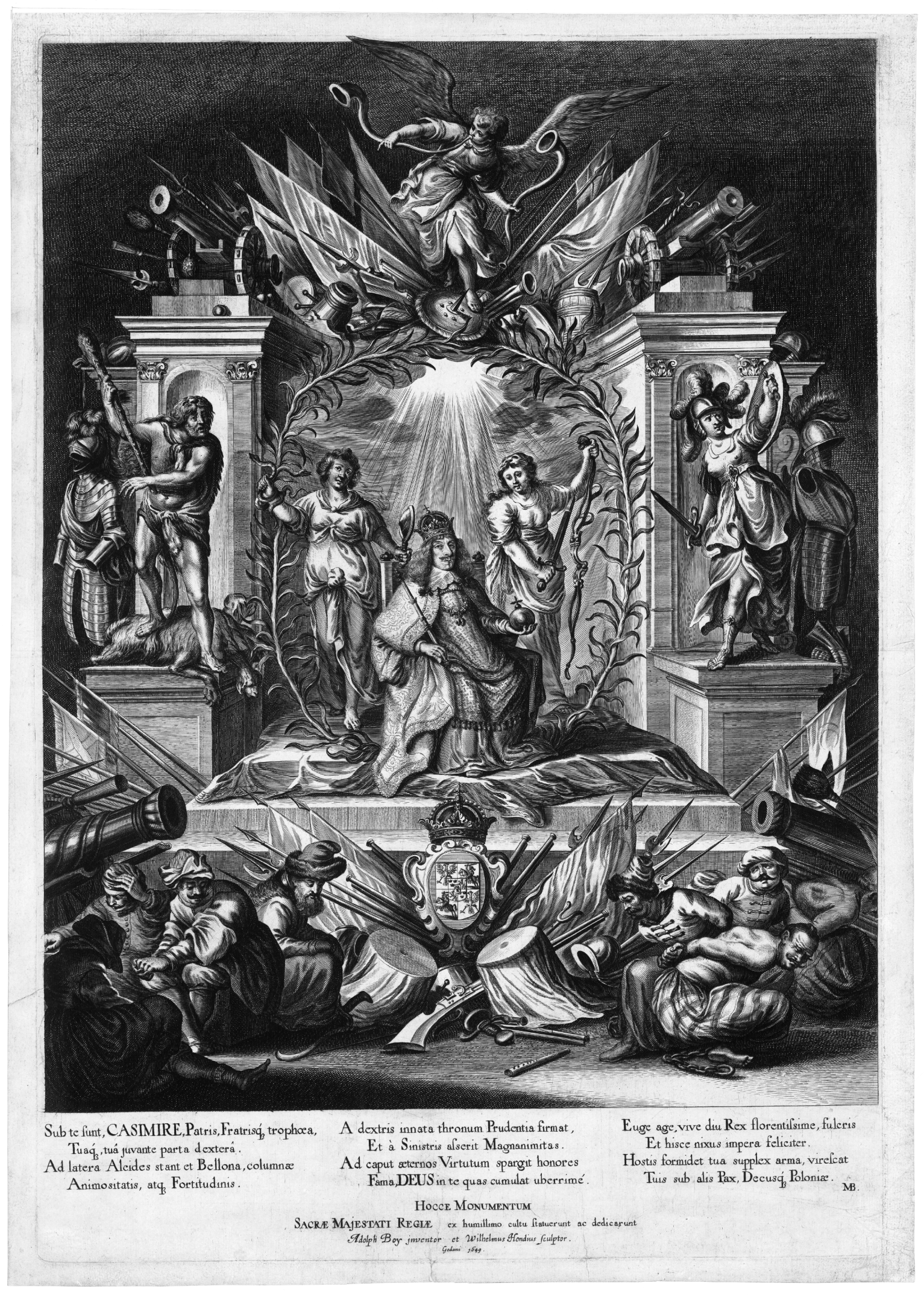
Apoteoza króla Jana II Kazimierza, rycina Wilhelma Hondiusa z 1649 roku